# Puig dels Moros (Corçà)
El Puig dels Moros és una muntanya de 55 metres que es troba al municipi de Corçà, a la comarca catalana del Baix Empordà.